# Menipea spicata
Menipea spicata är en mossdjursart som först beskrevs av William MacGillivray 1886.  Menipea spicata ingår i släktet Menipea och familjen Candidae. Inga underarter finns listade i Catalogue of Life.